# Sammy Orpheus; or, The Pied Piper of the Jungle
Sammy Orpheus; or, The Pied Piper of the Jungle è un cortometraggio muto del 1912 diretto da Colin Campbell.

## Produzione
Il film fu prodotto dalla Selig Polyscope Company.

## Distribuzione
Distribuito dalla General Film Company, il film - un cortometraggio di una bobina - uscì nelle sale cinematografiche statunitensi il 19 dicembre 1912. Il 13 marzo 1913 venne distribuito anche nel Regno Unito.